# Läkepedagogik
Läkepedagogik är en arbetsmetod och ett förhållningssätt i arbete med barn och ungdomar med psykiska funktionsnedsättningar som bygger på den antroposofiska filosofin som grundades av Rudolf Steiner. Enligt metodens anhängare har färg, form, rörelse och musik, kombinerat med en omsorgsfull strukturering av dygnet, veckan, månaden, årstiden och året en terapeutisk effekt.
1935 togs initiativet till den första läkepedagogiska verksamheten i Sverige vid Mikaelgårdens Läkepedagogiska Institut i Mikaelsgården utanför Järna.
Läkepedagogik praktiseras i de läkepedagogiska skol-, elevhems- och familjevårdsverksamheterna samt inom ramen för waldorfskolor.
Läkepedagogik och socialterapi är spridda över världen i ett fyrtiotal länder med många hundra verksamheter.
Inom läkepedagogiken arbetar man med pedagogiska, terapeutiska och vårdande insatser. Pedagogiskt arbetar man såväl i grupp som enskilt med inspiration från waldorfpedagogiken.